# Kolonie Chortitza
Die Kolonie Chortitza (plautdietsch Gortiz bzw. Ooltkelnie, ukrainisch Хортиця Chortyzja, russisch Хортица Chortiza) ist eine ehemalige russlandmennonitische Siedlungskolonie nordwestlich der Dneprinsel Chortyzja und liegt heute teilweise im Stadtgebiet von Saporischschja sowie in den Rajonen Saporischschja (Oblast Saporischschja) und Tomakiwka (Oblast Dnipropetrowsk) in der Ukraine.
Die erste Siedlung dieser Kolonie mit dem Namen Chortitza wurde 1789 von mennonitischen Siedlern aus Westpreußen gegründet und bestand aus mehreren Dörfern. Sie war die erste Siedlung der Mennoniten in Russland, der später weitere folgen sollten. Nach dem Umzug und der Deportation der Deutschen Ende des Zweiten Weltkriegs leben in diesen Dörfern, soweit sie heute noch existieren, mehrheitlich Ukrainer und auch Russen.

## Geschichte
Etwa seit der Mitte des 16. Jahrhunderts lebten im Weichseldelta in Westpreußen Mennoniten von ursprünglich niederländischer Herkunft. Weil dort ihre Zahl stetig wuchs, brauchten die Siedler ständig neues Land. Als Westpreußen 1772 im Zuge der Ersten polnischen Teilung zum Königreich Preußen kam, wurden von der preußischen Regierung Gesetze erlassen, die den Landerwerb für die Mennoniten erschwerten. Dadurch verarmten große Teile der mennonitischen Bevölkerung und waren gezwungen, in die umliegenden Städte zu ziehen, vor allem nach Danzig.
1763 erließ Katharina II. ein Manifest zur Einladung deutscher Bauern nach Russland, die in Deutschland von Werbern propagiert wurde. Einer davon war Georg von Trappe, der 1786 die Mennoniten in Danzig besuchte. Auf seine Vermittlung wurden zwei Abgesandte nach Russland geschickt: Jakob Höppner und Johann Bartsch. Nach Verhandlungen mit der russischen Regierung wurden unter anderem folgende Bedingungen vereinbart:
- Religionsfreiheit
- Befreiung von Wehrdienst
- 65 Desjatinen freies Land für jede Familie

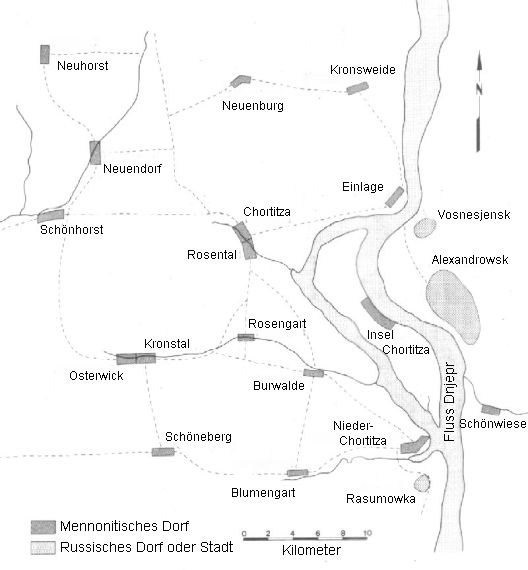
Skizze der Ansiedlung Chortitza

Die Ansiedlung sollte am Dnjepr-Ufer stattfinden, in der Nähe der heutigen Stadt Cherson. Diese Ländereien waren erst seit kurzem unter russischer Herrschaft. Nach der Rückkehr der Abgesandten machten sich im Winter 1787/88 mennonitische Siedler nach Russland auf. Insgesamt kamen 228 Familien im Herbst 1788 in Dubrowno (heute in Belarus) an, wo sie überwinterten. Im Frühjahr 1789 reisten sie dann auf dem Fluss Dnjepr zur Siedlungsstätte. Da der ursprünglich vereinbarte Ort zu nahe am Kriegsschauplatz lag, mussten sie umsiedeln und bekamen Land gegenüber der heutigen Insel Chortitza, in der Nähe der heutigen Stadt Saporischschja (damals Alexandrowsk). Von dieser Insel bekam die gesamte Kolonie ihren Namen. In den nächsten Jahren kamen weitere Siedler – bis 1797 sollen insgesamt etwa 400 Familien von Westpreußen nach Russland gekommen sein.
Der Beginn der Ansiedlung verlief unter schwierigen Bedingungen. Einerseits kamen die Hilfen der russischen Regierung nur schleppend an, andererseits waren die Ansiedler innerlich zerstritten und ohne geistige Führung. Im Laufe der Zeit wurden 21 Dörfer gegründet:
| Name                                     | ukrainischer Name                                                                                  | russischer Name                                   | Gründungsjahr |
| ---------------------------------------- | -------------------------------------------------------------------------------------------------- | ------------------------------------------------- | ------------- |
| 1. Blumengart                            | Капустяне Kapustjane (auch Капустянка Kapustjanka; existiert nicht mehr als Ort, nurmehr Flurname) | Капустянка Kapustjanka                            | 1824          |
| 2. Burwalde                              | Бабурка Baburka                                                                                    | Бабурка Baburka                                   | 1803          |
| 3. Chortitza                             | Хортиця Chortyzja (seit 18. Dezember 2008 selbständiger Ort, vorher Stadtteil von Saporischschja)  | Хортица Chortiza                                  | 1789          |
| 4. Einlage                               | Кічкас Kitschkas (Während des Baus des DniproHES wurde es überschwemmt)                            | Кичкас Kitschkas                                  | 1789          |
| 5. Insel Chortitza                       | Острів Хортиця Ostriw Chortyzja (heute im Stadtgebiet von Saporischschja)                          | Остров Хортица Ostrow Chortiza                    | 1789          |
| 6. Gerhardstal                           | Черноглазовка Tschernohlasowka (nicht mehr lokalisierbar, nahe Tscherwonyj Jar)                    | Черноглазовка Tschernoglasowka                    | 1860          |
| 7. Kronsfeld                             | Уділенське Udilenske                                                                               | Уделенское Udelenskoje (älter Chutor Udelnenskij) | 1880          |
| 8. Mariental                             | Придніпровське Prydniprowske                                                                       | Приднепровское Pridneprowskoje                    | ?             |
| 9. Alt-Kronsweide (später auch Bethania) | Великий Луг Welykyj Luh (heute Stadtteil von Saporischschja)                                       | Великий Луг Welikij Lug                           | 1789          |
| 10. Neu-Kronsweide                       | Володимирівське Wolodymyriwske                                                                     | Владимировское Wladimirowskoje                    | 1833          |
| 11. Neuenburg                            | Малишівка Malyschiwka                                                                              | Малышевка Malyschewka                             | 1789          |
| 12. Neuhorst                             | Зелений Гай Selenyj Haj (früher Тернувате Ternuwate)                                               | Зеленый Гай Seleny Gaj (Тернуватое Ternuwatoje)   | 1824          |
| 13. Alt Rosengart                        | Новослобідка Nowoslobidka                                                                          | Новослободка Nowoslobodka                         | 1824          |
| 14. Neu Rosengart                        | Жмерине Schmeryne                                                                                  | Жмерино Schmerino                                 | 1878–80       |
| 15. Osterwick                            | Павлівка Pawliwka (heute Teil von Dolynske)                                                        | Павловка Pawlowka                                 | 1812          |
| 16. Rosental                             | Канцерівка Kanzeriwka (heute teilweise im Stadtgebiet von Saporischschja)                          | Канцеровка Kanzerowka                             | 1789          |
| 17. Schöneberg                           | Смоляне Smoljane                                                                                   | Смоляное Smoljanoje                               | 1816          |
| 18. Schönhorst                           | Ручаївка Rutschajiwka                                                                              | Ручаевка Rutschajewka                             | 1789          |
| 19. Schönwiese                           | Шенвізе - Schenwise                                                                                | Schenwise                                         | 1797          |
| 20. Kronsthal                            | Кронсталь Kronstal, Долинск Dolynsk                                                                | Долинск Dolinsk                                   | 1809          |
| 21. Neuendorf                            | Широке Schyroke                                                                                    | Широкое Schirokoje                                | 1789          |

Als 1803 die nächste mennonitische Siedlerwelle nach Russland kam, um die Kolonie Molotschna zu gründen, überwinterten die neuen Siedler bei ihren Glaubensbrüdern in Chortitza. Weil sie dort Geld ausgaben, half das auch der Siedlung Chortitza. Schließlich kam die Wirtschaft in Chortitza in Gang und die Siedlung erblühte. Im Laufe des 19. Jahrhunderts vervielfachte sich die Bevölkerung von Chortitza, so dass Tochterkolonien gegründet wurden. Ein Teil zog auch nach 1870 nach Kanada. Da Chortitza als erste mennonitische Siedlung gegründet wurde, wird sie auch Alt-Kolonie genannt. Die Nachkommen der Auswanderer aus Chortitza in Nordamerika werden zum Teil als Altkolonier-Mennoniten (englisch Old Colony Mennonites) bezeichnet, sie sind konservativer als die meisten anderen mennonitischen Einwanderer aus Russland in Nordamerika.
Es waren bei der Gründung viele Handwerker nach Chortitza gekommen, die nun als die Siedlung die ersten wirtschaftlichen Schwierigkeiten überwand, ihr Handwerk ausüben konnten. Ab Mitte des 19. Jahrhunderts entwickelte sich die Industrie in Chortitza, vor allem Mühlenwesen, Landmaschinen- und Uhrenherstellung. In den Fabriken konnte auch die anwachsende landlose Bevölkerung Arbeit finden. Drei große Fabriken – Lepp & Wallmann, Abram J. Koop, Hildebrand & Pries – und zwei kleinere Fabriken – Thiessen und Rempel – stellten in Chortitza und Rosental landwirtschaftliche Maschinen her. Die hergestellten Landmaschinen waren nicht nur zum Eigenverbrauch der Mennoniten in Russland bestimmt. Aus einer Vereinigung von drei großen Fabriken ging ein Betrieb hervor, in dem später (nach der Revolution 1917) Traktoren und Autos der Marke Saporoschetz hergestellt wurden. Heute gehört der Betrieb zu Saporisky Awtomobilebudiwny Sawod (ZAZ). Die ehemaligen mennonitischen Besitzer wurden schon kurz nach 1917 enteignet.
Nach einer langen Prosperität brachten der Weltkrieg (1914–1918) und der anschließende Bürgerkrieg einen Einschnitt in das Leben der Einwohner von Chortitza. Während des Kriegs mussten die Mennoniten als Sanitäter dienen. Sie versorgten dort verletzte Soldaten. Nach dem Krieg wurde die Ukraine und damit auch die Siedlung Chortitza für kurze Zeit von der deutschen Armee besetzt. Als Deutschland Ende 1918 den Krieg gegen die Entente verlor, mussten die Soldaten abgezogen werden. Von der deutschen Armee wurde deshalb der russlanddeutsche Selbstschutz organisiert und mit Waffen versorgt. An dem Selbstschutz nahmen auch Mennoniten teil, obwohl sie ursprünglich aus religiösen Gründen gegen den Waffendienst waren. Wegen der kommunistischen Machtübernahme 1917 entstand der Bürgerkrieg, der bis etwa 1921 dauerte. Während dieser Zeit herrschten in der Ukraine chaotische Zustände. Die wohlhabenden deutschen Kolonien wurden von verschiedenen Banden angegriffen. Besonders ausgezeichnet hat sich dabei Nestor Machno. Eine Zeit lang versuchte man sich mit Hilfe der Selbstschutzorganisation zu verteidigen. Als sich schließlich Machno mit der sowjetischen Regierung verbündete, musste man aufgeben. Die mennonitischen Siedlungen waren zur Ausraubung freigegeben.
Nachdem die Kommunisten Kontrolle über das Gebiet übernommen hatten, begannen sie die Landbevölkerung mit Nahrungsmittelkontributionen auszupressen. Schließlich fingen die Menschen zu hungern an und es breiteten sich Epidemien aus. In dieser Zeit begann man die Auswanderung der Mennoniten nach Kanada zu organisieren. Als sich die Situation normalisierte, wanderten in den 1920ern viele Menschen aus, darunter auch nach Paraguay, wo um 1930 die Kolonie Fernheim gegründet wurde.
Beim Bau des DneproGES Staudamms am Dnjepr musste 1926 das Dorf Einlage wegen Überflutung verlegt werden. Wie viele andere Mennoniten musste man auch in Chortitza unter Entkulakisierung in den 1920ern und Kollektivierung 1930 leiden. Als der Zweite Weltkrieg 1941 begann, sollten die Einwohner von Chortitza nach dem Willen der sowjetischen Regierung nach Sibirien deportiert werden. Da die Wehrmacht sehr schnell voranschritt, wurden diese Pläne nicht verwirklicht. Unter der deutschen Besatzung konnte sich die Bevölkerung von Chortitza etwas erholen. Aber schon 1943 musste die deutsche Bevölkerung in den Warthegau evakuiert werden, da die Wehrmacht sich aus der Sowjetunion zurückziehen musste. Bei ihrem Einmarsch in Deutschland bekam die Rote Armee diese Flüchtlinge zu fassen. Einige konnten sich weiter ins Landesinnere retten. Aber auch sie mussten von den Alliierten als sowjetische Bürger an die Sowjetunion ausgeliefert werden. So wurden mit wenigen Ausnahmen die ehemaligen Einwohner von Chortitza nach Sibirien und Kasachstan deportiert. Dort wurden sie vielfach in der nackten Steppe ausgesetzt. Viele überlebten das nicht. Sie mussten das Schicksal der anderen Russlanddeutschen teilen. Nach Abschaffung der Kommandantur 1956 (Beschränkungen der Reisefreiheit) kehrten nur wenige in ihre alte Heimat Chortitza zurück. Dort wohnen heute Ukrainer und Russen. Die wenigen Mennoniten, die noch dort leben, haben entweder russische Elternteile oder Ehepartner. In Kasachstan sammelten sich die Mennoniten vielfach in den entstehenden Industriestädten wie Karaganda.
Ende der 1980er-Jahre begann schließlich die Auswanderung nach Deutschland. Heute befinden sich die meisten noch lebenden ehemaligen Einwohner von Chortitza und ihre Nachkommen in Deutschland.

## Söhne und Töchter der Mennonitensiedlung Chortitza
- Johann Bartsch, Delegierter der Mennoniten, Mitbegründer der Kolonie
- Leonhard Froese (1924–1994, geboren in Einlage), Erziehungswissenschaftler und Hochschullehrer
- Jakob Höppner, Delegierter der Mennoniten, Mitbegründer der Kolonie
- Behrend Penner, erster Gemeindeältester der Mennoniten in Chortitza
- Hermann Niebuhr, Begründer eines Mühlenunternehmens und der Chortitza-Kommerzbank
- Peter Lepp und Andreas Wallmann, Begründer der Fabrik Lepp & Wallmann
- Abram J. Koop, Begründer einer Firma für landwirtschaftliche Maschinen
- Kornelius Hildebrand und Peter Priess, Begründer der Firma Hildebrand & Priess
- Cornelius Krahn, deutsch-ukrainischer Theologe, Hochschullehrer für Kirchengeschichte, Autor und Herausgeber von Standardwerken über die Geschichte der Mennoniten